# منتخب هولندا لكرة القدم الشاطئية
منتخب هولندا لكرة القدم الشاطئية هو ممثل هولندا الرسمي في المنافسات الدولية في كرة قدم شاطئية ، يديريه الاتحاد الملكي الهولندي لكرة القدم.